# كلية كولين
كلية كولين (بالإنجليزية: Collin College)‏ هي كلية مجتمع تخدم مقاطعات كولين وروكوال، وتقع شمال وشمال شرق دالاس. تأسست عام 1985م، ويبلغ عدد طلابها أكثر من 55000.
وفقًا لما حددته هيئة تشريعية تكساس، تشمل منطقة الخدمة الرسمية  لكلية كولين جميع مقاطعات كولين وروكوال، وتلك الأجزاء من مقاطعة دنتون داخل مدينتي فريسكو وكولوني، وتلك الأجزاء من المقاطعة المشمولة في مقاطعة سيلينا والمناطق التعليمية.
كانت الكلية تعرف سابقًا باسم كلية مجتمع حي كولين، وقد أعادت الكلية تسمية نفسها بـ «كلية كولين»، وذلك في مارس 2007م. غيرت الكلية اسم النطاق الخاص بها إلى collin.edu في يناير 2010م. يقع المقر الرئيسي للمقاطعة في مركز كولين للتعليم العالي في ماكيني.

## أكاديميون
بالإضافة إلى درجات الزمالة، منحت الكلية درجة البكالوريوس في الأمن السيبراني والتمريض، والتي أنشئت عام 2019م، كانت هذه هي المرة الأولى التي تمنح فيها كلية كولين درجة البكالوريوس.

## الألعاب الرياضية
يقدم برنامج كولين كوليج الرياضي المنح الدراسية في كرة السلة للرجال والتنس. وتعرف الفرق باسم الكوجر وسيدة الكوجر. كما أنهم يتنافسون في المؤتمر الرياضي لشمال تكساس جونيور كوليدج في إن جي سي أيه أيه منطقة 6،  فازت سيدة الكوجر ببطولات مؤتمر إن تي جي سي أيه سي، وذلك في 2016م و2017م و2018م.
تقع صالة الألعاب الرياضية ومرافق التنس في الحرم الجامعي بلانو (الحرم الجامعي سبرينج كريك).

## تدريب التدخل في الأزمات
توفر الكلية التدريب لموظفي إنفاذ القانون في شمال تكساس، وخاصة في منطقة كولين كاونتي ودالاس. اعتمد التدريب من قبل لجنة تكساس لإنفاذ القانون، وهو عبارة عن فصل دراسي مدته 40 ساعة يعتمد على نموذج تدريب ممفيس. التدريب في الفصول الدراسية، مع حل الصراع القائم على الواقع، وعرض من قبل مقدمي خدمات الصحة العقلية للمرضى العقليين والمهنيين.

## أعضاء هيئة التدريس البارزون
- الدكتورة أمينة العشماوي - حازت على لقب أستاذ الولايات المتحدة للعام 2015م من قبل مؤسسة كارنيجي للنهوض بالتعليم ومجلس النهوض بالتعليم ودعمه.
- البروفيسور سيليده تشارلسون-جينينغز - اعترف بها في عام 2013م أستاذا في تكساس من قبل مؤسسة كارنيجي للتقدم في التعليم ومجلس النهوض بالتعليم ودعمه.[6]
- الدكتور جريج شيرمان - اعترف بها في عام 2012 أستاذا في تكساس للعام من قبل مؤسسة كارنيجي للنهوض بالتعليم ومجلس النهوض ودعم التعليم.[7]
- الدكتورة تريسي ماكنزي - حازت على لقب أستاذ الولايات المتحدة لعام 2009م من قبل مؤسسة كارنيجي للنهوض بالتعليم ومجلس النهوض بالتعليم ودعمه.[8][9]
- الدكتورة روزماري كار - حازت على لقب أستاذ الولايات المتحدة للعام 2007م من قبل مؤسسة كارنيجي للنهوض بالتعليم ومجلس النهوض بالتعليم ودعمه.
- جنيفر أولوغلين بروكس - اعترف بها في عام 2006م أستاذا في تكساس من قبل مؤسسة كارنيجي للتقدم في التعليم ومجلس النهوض بالتعليم ودعمه.[10][11]
- د. ليفي براينت - الفيلسوف القاري، شخصية مؤثرة في حركات الواقعية المضاربة وعلم الوجود المنحى

## روابط خارجية
- الموقع الرسمي